# Communauté de communes de Briance-Roselle
Die Communauté de communes de Briance-Roselle ist ein ehemaliger französischer Gemeindeverband (Communauté de communes) im Département Haute-Vienne und der Region Limousin. Er wurde am 31. Dezember 1997 gegründet.

## Mitglieder
- Pierre-Buffière
- Saint-Hilaire-Bonneval
- Saint-Paul

## Quelle
- Le SPLAF - (Website zur Bevölkerung und Verwaltungsgrenzen in Frankreich (frz.))